# Shake That Thing
Shake That Thing — студійний альбом американського блюзового музиканта Віллі Мейбона, випущений у 1974 році лейблом Black & Blue у серії «Blues Greatest Names».

## Опис
На цьому альбомі 1974 року, який був записаний у Франції на лейблі Black & Blue (вийшов у серії «Blues Greatest Names») піаніст і співак Віллі Мейбон грає з гітаристом Джиммі Роджерсом, та гуртом the Aces, до якого входили гітаристи брати Луї та Дейв Маєрси і ударник Фред Білоу. Мейбон перезаписав свої найвідоміши хіти 1950-х «Poison Ivy» і «I'm Mad». Цей альбом став другим для Мейбона на Black and Blues після Cold Chilly Woman, який вийшов у 1973.

## Список композицій
1. «Riverboat» (Віллі Мейбон) — 5:48
2. «I Enjoy Myself In Pau» (Віллі Мейбон) — 3:08
3. «Shake That Thing» (Віллі Мейбон) — 4:35
4. «Poison Ivy» (Мел Лондон) — 2:37
5. «Hey Girl» (Віллі Мейбон) — 4:47
6. «Worry Blues» (Віллі Мейбон) — 3:56
7. «Hungry» (Віллі Мейбон) — 3:47
8. «I'm Mad» (Віллі Мейбон) — 3:25
9. «Got To Have Some» (Віллі Мейбон) — 3:57
10. «Lover Girl» (Віллі Мейбон) — 4:33

## Учасники запису
- Віллі Мейбон — вокал, фортепіано, губна гармоніка
- Джиммі Роджерс, Луї Маєрс — гітара
- Дейв Маєрс — бас-гітара
- Фред Білоу — ударні

Технічний персонал
- Жак Моргантіні — продюсер